# Dichochrysa chloris
Dichochrysa chloris är en insektsart som först beskrevs av Schneider 1851.  Dichochrysa chloris ingår i släktet Dichochrysa och familjen guldögonsländor. Inga underarter finns listade i Catalogue of Life.